# Карльс, Рольф
Рольф Ганс Вильгельм Карл Карльс (нем. Rolf Hans Wilhelm Karl Carls; 29 мая 1885, Росток — 15 апреля 1945, Бад-Ольдесло) — немецкий военно-морской деятель, генерал-адмирал (19 июля 1940 года).

## Биография
1 мая 1903 года поступил в Кайзермарине кадетом. Окончил военно-морское училище со специальным курсом. В 1905 году служил на кораблях Восточно-азиатской эскадры. С ноября 1905 года служил на надводных кораблях. 28 сентября 1906 года произведен в лейтенанты.

### Первая мировая война
Участник 1-й мировой войны. С 13 мая 1914 года артиллерийский офицер легкого крейсера «Бреслау», участвовал в военных действиях на Чёрном море. 16 декабря 1914 года получил звание капитан-лейтенанта.
С 16 января 1917 года 3-й артиллерийский офицер линейного корабля «Кёниг». В апреле — июне 1917 года прошёл подготовку для плавания на подводных лодках.
С 1 июля 1917 года преподаватель школы на броненосном крейсере «Императрица Августа».
С 31 мая 1918 года командир подводной лодки U-9, с 21 июля по 1 декабря 1918 года — U-124. За боевые отличия награждён Железным крестом 1-го и 2-го класса.

### Межвоенная служба
После демобилизации оставлен во флоте. С 9 февраля 1919 года командир 8-го морского артиллерийского батальона, с 16 марта 1919 года в распоряжении инспектора подводного флота, с 9 апреля 1919 года командир 3-й морской бригады, с 1 июля 1920 года командир 5-го батальона береговой обороны, с 8 октября 1923 года — 1-й артиллерийский офицер линейного корабля «Ганновер».
10 сентября 1925 года назначен директором Имперской морской службы в Кёнигсберге. 18 марта 1927 года переведен в Департамент флота Морского управления, с 5 октября 1928 года — начальник Департамента боевой подготовки.
1 мая 1930 года получил звание капитан 1-го ранга и с 1 октября 1930 года — начальник штаба Морского управления, один из ближайших помощников Эриха Редера.
С 29 сентября 1934 по 30 сентября 1936 года — командующий линейными кораблями.
Осуществлял высшее командование германским флотом во время Гражданской войны в Испании в 1936—1937, являлся одновременно командующим ВМС в Испании (24 июля — 26 августа, 5 октября — 13 ноября 1936 года, 3 августа — 7 сентября 1937 года).
С 1 октября по 23 ноября 1936 года командующий броненосными силами.
С 1 января 1937 по 17 июня 1938 года — командующий флотом.

### Вторая мировая война
С 1 ноября 1938 года начальник военно-морской станции «Остзее», с 31 октября 1939 года — командующий группой ВМС «Восток» (с 10 августа 1940 года — «Север»).
Один из главных инициаторов захвата Норвегии и её военно-морских баз. Именно Карльс убедил Редера в необходимости этой операции.
14 июня 1940 года награждён Рыцарским крестом Железного креста.
В мае 1941, после гибели командующего флотом адмирала Гюнтера Лютьенса, Карльс, не оставляя командования группой ВМС, возглавлял флот до назначения Отто Шнивинда.
Являлся одним из самых влиятельных адмиралов германского ВМФ. При отставке в январе 1943 года Редер назвал Карльса и Карла Дёница своими возможными преемниками. Карльс пользовался огромным уважением среди моряков и получил среди них прозвище «морской царь». Но выбор пал на Дёница.
2 марта 1943 года Карльс был уволен со всех должностей и зачислен в распоряжение главнокомандующего ВМФ, а 31 мая 1943 года отправлен в отставку.
Погиб во время авианалета союзной авиации.

## Награды
- Орден Короны 4-го класса (19 сентября 1912)
- Железный крест 2-го класса
- Железный крест 1-го класса (19 мая 1915)
- Железный полумесяц (Османская империя, 12 августа 1915)
- медаль Имтияз в серебре с мечами (Османская империя)
- Орден Османие 4-го класса (Османская империя)
- Силезский орел 2-го и 1-го класса
- Почётный крест Первой мировой войны 1914/1918 (24 декабря 1934)
- Медаль «За выслугу лет в вермахте» с 4-го по 1-й классы
- Медаль «За Испанскую кампанию» (Испанское государство)
- Испанский крест в золоте с мечами (6 июня 1939)
- Пряжка к Железному кресту 2-го и 1-го класса (1939)
- Рыцарский крест Железного креста (14 июня 1940)
- Немецкий крест в золоте (28 февраля 1943)
- Орден Креста Свободы 1 степени со звездой и мечами (Финляндия, 27 апреля 1942)
- Орден Белой розы Финляндии командорский крест 1-го класса (Финляндия)
- Орден Короны Италии большой крест (Королевство Италия)
- Орден Заслуг 1-го класса (Королевство Венгрия)
- Орден «За военные заслуги» большой офицерский с короной и мечами (Болгарское царство)
- Упоминание в Вермахтберихт 10 апреля 1940